# آلیک
آلیک (ارمنی: Ալիք) (به معنیِ «موج») روزنامه‌ای سیاسی، اجتماعی، ادبی و هنری ارمنی زبان چاپ تهران، دومین روزنامه قدیمی ایران پس از اطلاعات و تنها روزنامه ارمنی زبان ایران است که در سال ۱۳۱۰ در تهران تأسیس شده‌است. ابتدای تأسیس به صورت هفته‌نامه و ماهنامه انتشار می‌یافت که از سال ۱۳۴۱ به‌طور منظم به صورت روزنامه تاکنون منتشر شده‌است.
از آنجا که آلیک یگانه روزنامه ارمنی زبان در ایران است، بنیادی اساسی و نقش‌آفرین در جامعه ارمنیان ایران است. این روزنامه سال ۱۳۹۵ هشتاد و پنجمین سال انتشار خود را جشن گرفت.
از اواخر تابستان سال ۱۳۹۰ شمسی ۲۰۱۱ میلادی، چاپ ستون مقالات فارسی با محتوای سیاسی-اجتماعی یک الی دو بار در هفته آغاز شد.

## اولین سرمقاله روزنامه آلیک
«آلیک» با درک عمیق وظیفه و تعهد سنگینی که تقبل کرده قدم در جایگاه نشر افکار می‌گذارد، گر چه پیمودن این راه در حد غیرممکن دشوار باشد». «.... آگاهیم که نزد ما پیشانی هیچ روزنامه‌نگار متعهدی در قبال مسائل اجتماعی باحلقهٔ برگ زیتون مزین نشده‌است. با وجود این همچنان اعتقادی اساسی به این امر داریم که «آلیک» در شرایط دشوار کنونی ملزم است تا در حد توان خود در راه ارتقای سطح فرهنگی ارمنیان ایرانی مفید واقع شود. هرگونه تلاش برای همیاری در راه مهم و پرشکوه اعتلای ایران و تشویق ملت ارمن برای مشارکت در این هدف مهم به موازات بهبود و ارتقای سطح فرهنگ آنان در صدر مجموعه اهداف «آلیک» جای دارد». «.... شرق در بحبوحه زایشی عظیم قرار دارد. شرق زمان پر شکوه بیداری خود را می‌گذراند تا از قرون سکون و سکوت به در آید و پیام خود را به گوش دنیای متمدن برساند. مشرق زمین امروز حقیقتاً با شور و حرارتی در خور حیاتی نو پیام سترگ و نجات بخش خود را ابراز خواهد داشت و نور حیات بخش آن به غرب خسته، منحط و فرتوت خواهد تابید تا شکوه دیرین مشرق زمین بار دیگر متجلی شود. اعتقاد راسخ داریم که نقش شکوهمند پاسداران پیشتاز این نهضت فرخنده پیشاپیش به نام اقوام پارسی و ارمن رقم خواهد خورد. («آلیک»، س اول، ش ۱، ص ۱، ۱ فروردین ۱۳۱۰ ش. /۲۲ مارس ۱۹۳۱ م). صفحه درباره ما روزنامه آلیک

## تاریخ نشریات ارمنی‌زبان
از اواخر قرن نوزدهم میلادی نیاز به وجود نشریات ارمنی زبان در جامعه کم جمعیت ارمنیان آن روز تهران احساس می‌شد. بر این اساس، نخستین نشریه ارمنی زبان چاپ ایران، یعنی هفته‌نامه شاویق (معنی کوره راه)، به مدت سه سال از ۱۸۹۴–۱۸۹۷ میلادی / ۱۲۷۳–۱۲۷۶ش، در تهران به چاپ رسید.

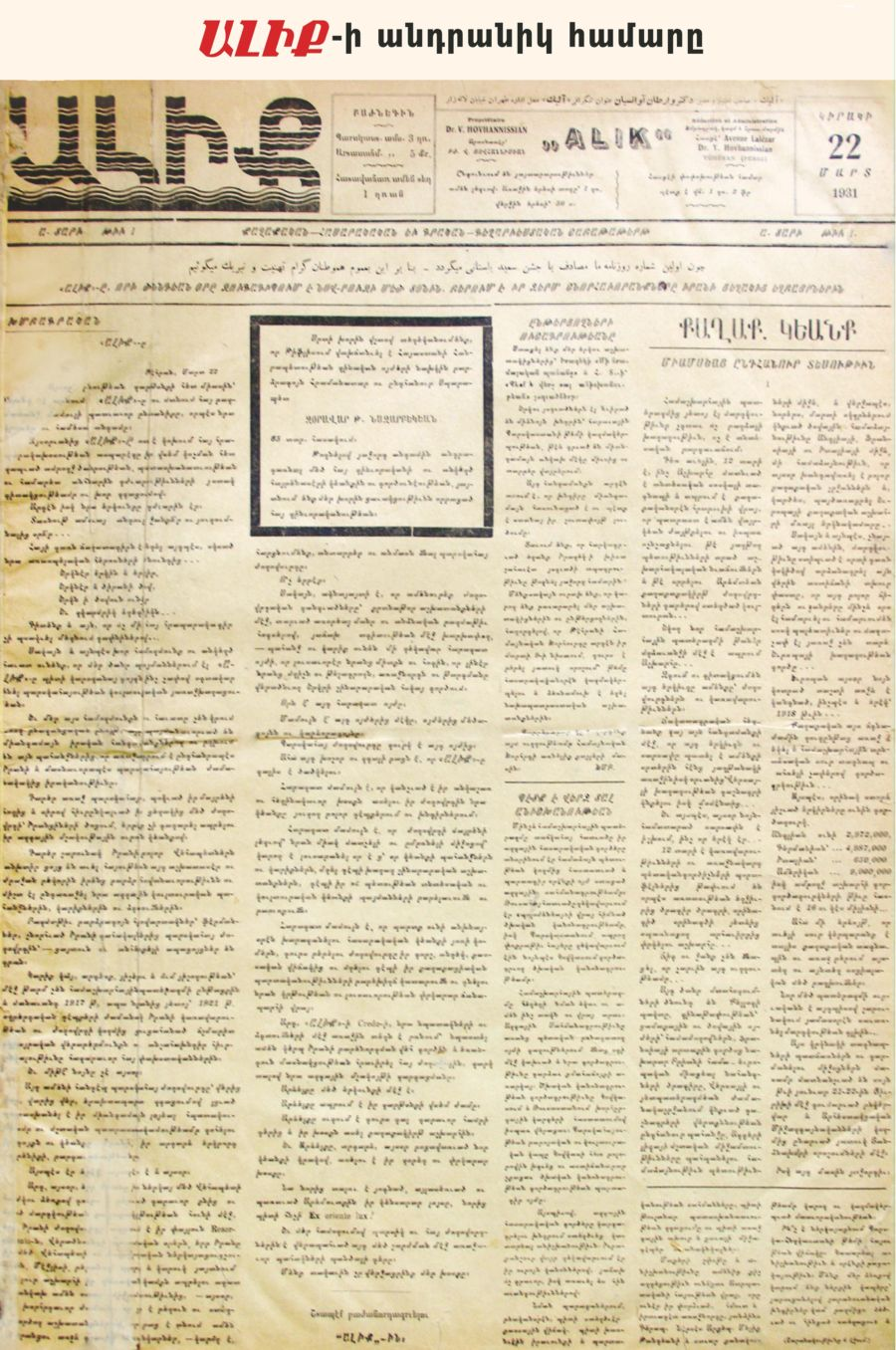
صفحهٔ اول اولین شمارهٔ نشریهٔ هفتگی آلیک، ۲۲ مارس ۱۹۳۱

ناشر و صاحب امتیاز این هفته‌نامه در دوره اول آندریاس بیگ نظریان بود و سردبیری آن را نیز در دوره اول هوهانس خان ماسحیان و سپس ورتانِس پاپازیان، بر عهده داشتند.
دومین نشریه ارمنی زبان ایران، هفته‌نامه آستق آرِوِلیان (به معنی ستارهٔ شرقی)، از ۱۸۹۶م در تهران شروع به کار کرد و ۲۶ شماره از آن به چاپ رسید. مؤسس، صاحب امتیاز و سردبیر اسمی این هفته‌نامه مارکار مارکاریان بود اما در اصل سردبیری آن را سقراط خان گلوفیان برعهده داشت.
زیاده روی این دو هفته‌نامه در طرح مسائل و مشکلات درونی جامعه ارمنیان تهران زمینه ایجاد تنش و برخوردهای مداوم بین آن‌ها را فراهم ساخت و مشکلات مالی چاپ و نشر نیز مزید بر علت و سرانجام منجر به تعطیلی تقریباً هم‌زمان هر دو نشریه شد.
پس از تعطیلی هفته‌نامه‌های شاویق و آستق آرِوِلیان وقفه‌ای حدوداً پانزده ساله در انتشار مطبوعات ارمنی زبان تهران پیش آمد.
از ۱۹۱۲ میلادی بار دیگر چاپ نشریات ارمنی زبان در تهران شروع شد که به ترتیب سال انتشار عبارت اند از:
- مه آرشالویس[۴] (۱۹۱۲م). مدت انتشار: شش ماه (ارگان حزب داشناکسوتیون)، صاحب امتیاز: آرسن (خان) میکائیلیان، سردبیران: هووسپ هُوانسیان (ه. اِلمار) و زورا ساگینیان.
- مه آراوود[۵](به معنی صبح) (۱۹۱۹–۱۹۲۰ میلادی)، تعداد: هفتاد شماره (دومین ارگان حزب داشناکسوتیون)، سردبیر: هووسپ هُوانسیان.
- مه فکاهی-انتقادی بوبوخ[۶] (به معنی لولو) (۱۹۲۰–۱۹۳۳ میلادی)، وابسته به جریان فکری چپ، سردبیر: هایک گاراگاش. این نشریه بعدها به صورت هفتگی منتشر شد.
- هوریزون[۷](به معنی افق) (۱۹۲۰م)، گاهنامه وابسته به نهضت چپ، مدت انتشار: یک سال، صاحب امتیاز: هاروتیون پطروسیان (ه. جرماک)، سردبیر: سیمون سیمونیان.
- ایرانی آشخاتاوور[۸] (به معنی رنجبران ایران) (۱۹۲۰–۱۹۲۱ میلادی)، وابسته به جریان فکری چپ، صاحب امتیاز: هاروتیون پطروسیان. این نشریه ابتدا به صورت مه و بعدها یک روز در میان به چاپ می‌رسید. از ۱۹۲۱–۱۹۲۳م نیز با عنوان رنجبران ایران به زبان فارسی منتشر شد.
- مه نورگیانک[۹] (به معنی حیات نو) (۱۹۲۲–۱۹۲۷ میلادی)، صاحب امتیاز: استپان خانبابیان و سپس وارطان هُوانسیان، سردبیر: اونیک مخیتاریان. نورگیانک پس از مدتی یک روز در میان به چاپ می‌رسید.

این نشریه با وجود اینکه مانند آرشالویس و آراوود ارگان حزبی بود اما رویه‌ای بیطرف را دنبال می‌کرد و بنا به توصیه و پیشنهاد ایشخان هووسپ آرغوتیان، سفیر کبیر وقت جمهوری ارمنستان در تهران، پس از تعطیلی آراوود و هوریزون، که رویه‌ای خصمانه نسبت به هم در پیش گرفته بودند، به چاپ رسید. نور گیانک به صورت شرکت سهامی تأسیس شد با وجود این به علت ضعف اقتصادی در ۱۹۲۷ میلادی از انتشار بازایستاد.
- گاقاپار[۱۰](به معنی عقیده) (۱۹۲۵–۱۹۲۷ میلادی)، نشریهٔ اجتماعی، سیاسی و ادبی، صاحب امتیاز: آ. بِگیان، سردبیر: آ. قازاریان، هدف این نشریه، که یک روز در میان به چاپ می‌رسید، عبارت بود از ترغیب ارمنیان پراکنده در جهان (در این مورد ارمنیان ایران) به تبعیت از مرام فکری حاکم در ارمنستان شوروی نوپا.

طی سال‌های ۱۹۲۷–۱۹۳۱ میلادی نشریه‌ای به زبان ارمنی در تهران منتشر نشد در ۱۹۳۱ میلادی/۱۳۱۰ش هفته‌نامه آلیک آغاز به کار کرد.

## تأسیس هفته‌نامه آلیک
روبِن دِر-میناسیان (ملقب به روبن پاشا)، از چهره‌های فعال سیاسی ـ اجتماعی ارمنی، که به‌طور موقت به ایران آمده بود و در تهران به سر می‌برد، روشنفکران ارمنی تهران را تشویق به چاپ نشریه‌ای کرد که زندگی جامعه ارمنیان ایرانی را منعکس سازد تا از این طریق جوامع ارمنی دیگر کشورها دربارهٔ آنان اطلاع حاصل کنند.

هیئت مؤسسان آلیک، (اعضای این هیئت در پنج سال اول مدیریت نشریه را نیز عهده‌دار بودند) از راست به چپ: هوُسِپ تادئوسیان، اولین سردبیر هفته‌نامهٔ آلیک؛ وارطان هُوانِسیان، اولین صاحب امتیاز آلیک؛ هاروتیون استپانیان، رئیس هیئت مدیره؛ یقیشه ایشاخانیان، مشاور؛ استپان خانبابیان، مسئول چاپ و نشر و امور مالی؛ هامبارتسوم گریگوریان، مشاور

آرسِن میکائیلیان، که از معتمدان جامعه ارمنیان تهران بود و در نهادهای دولتی نیز اعتباری در خور داشت، پیگیر موضوع چاپ نشریه شد. به موازات پیگیری‌های او دوستان همفکرش نیز، در طی هجده ماه، امکانات و زمینه اولیهٔ شروع کار را فراهم کردند.
در مرحله اول امتیاز مه نورگیانک، که انتشار آن در ۱۹۲۷ میلادی / ۱۳۰۶ش متوقف شده بود، به نام وارطان هُوانسیان، که قبلاً نیز دومین صاحب امتیاز نورگیانک بود، برای نشریه آلیک، تجدید اعتبار شد. امتیاز مستقل به نام روزنامه آلیک طی سال‌های بعد صادر شد. بدین ترتیب، هفته‌نامه آلیک در ۱۹۳۱ میلادی /۱۳۱۰ ش، با حداقل امکانات و بودجه‌ای بالغ بر ۱۶۰۰ تومان تأسیس شد.

## شناسنامه هفته‌نامه آلیک
آلیک از ۲۲ مارس ۱۹۳۱م ـ ۳ دسامبر ۱۹۳۴ به صورت هفتگی به چاپ می‌رسید. نخستین سردبیر آن هوُسِپ تادئوسیان بود که حدود پنج سال (۱۹۳۱–۱۹۳۵ میلادی) در این سمت باقی ماند. در مدت سردبیری وی چاپ نشریه از حالت هفتگی به صورت یک روز در میان درآمد.
نخستین صاحب امتیاز آلیک، وارطان هُوانسیان، حدود بیست سال از ۲۲ مارس ۱۹۳۱–۱۰ ژوئیهٔ ۱۹۵۱ عهده‌دار این مسئولیت بود.
از ۱۹۳۱–۱۹۳۴ میلادی آلیک هر هفته در چهار صفحه به چاپ می‌رسید که در این مقطع مجموعاً ۱۷۵ شماره از آن منتشر شد. حق اشتراک ماهیانه در شروع کار سه قران، برای خارج از کشور پنج فرانک و قیمت تک فروشی آن یک قران بود.
در پایان سال اول انتشار، یعنی از ۲۲ مارس ۱۹۳۲، مسئولیت چاپ و انتشار نشریه به یکی از مسئولان آلیک به نام استپان خانبابیان محول شد.

## چاپ یک روز در میان آلیک (۱۷ ژانویهٔ ۱۹۳۵ – ۳۱ دسامبر ۱۹۴۰)
از ۱۷ژانویهٔ ۱۹۳۵ (اواخر ۱۳۱۴ش)، آلیک حدود شش سال به صورت یک روز در میان و با عنوان نشریه یک روز در میان ملی، اجتماعی، سیاسی و ادبی آلیک، در ۸۷۵ شماره چهار صفحه‌ای، منتشر شد. در این دوره نشریه صبح روزهای یکشنبه، سه شنبه و پنجشنبه به چاپ می‌رسید و شنبه‌ها تعطیل بود.
این تغییر در دورهٔ آخر سردبیری هوُسِپ تادئوسیان صورت گرفت. وی فعالیت خود را تا ۲۶ آوریل ۱۹۳۶ ادامه داد و در طی این مدت ۳۴۹ شماره از نشریه را تهیه و تنظیم کرد.
یرواند هایراپتیان، که فارغ‌التحصیل رشتهٔ حقوق از چکسلواکی بود، عهده‌دار سمت سردبیری شد و حدود یک سال و نیم در این سمت باقی ماند. (۲۸ آوریل ۱۹۳۶)
از ۲۳ سپتامبر ۱۹۳۷م تا آخرین روزهای اوت ۱۹۴۱ (احتمالاً تا ۲۸ اوت)، مقارن ورود نیروهای متفقین به خاک ایران، اداره نشریه را آندره دِر-اوهانیان (آ. آموریان)، سومین سردبیر آلیک، به عهده گرفت. در دوران سردبیری وی آلیک به صورت نشریه مسلسل هر روز منتشر می‌شد.

صفحهٔ اول: آلیک بر فراز قطب شمال! و میکروفیلم صفحهٔ اول شمارهٔ اول ژانویهٔ ۱۹۵۷ روزنامهٔ آلیک که در قطب شمال فرود آمد.

## روزنامهٔ صبح آلیک (۳ ژانویهٔ۱۹۴۱–۱سپتامبر۱۹۶۰)
از جمعه، ۳ ژانویهٔ ۱۹۴۱ آلیک تبدیل به روزنامه صبح شد و با این منوال تا پایان اوت ۱۹۶۰م به صورت روزنامه‌ای چهار صفحه‌ای انتشار یافت (حدود ۵۶۵۰ شماره، از شمارهٔ ۱۰۵۱–۶۷۰۰). در آن سال‌ها کلیه روزنامه‌های کشور بدون تعطیلی و در تمام روزهای هفته چاپ می‌شدند؛ بنابراین، نخستین شمارهٔ روزنامه آلیک در روز جمعه منتشر شد. با وجود این همچنان در روزهای شنبه روزنامه به چاپ نمی‌رسید.
از سپتامبر ۱۹۴۱ مسئولیت هیئت تحریریهٔ روزنامه در مدتی محدود بر عهده مانوئل ماروتیان گذارده شد. وی، که در اصل بازیگری هنرمند و کارگردان باسابقهٔ تئاتر بود.
در نیمهٔ اول ۱۹۴۲م، هوُسِپ هُوانسیان (ه. اِلمار)، روزنامه‌نگار مجرب و باسابقه، مسئولیت سردبیری روزنامه را تقبل کرد و به منزلهٔ پنجمین سردبیر آلیک مسئولیت سنگین ادارهٔ روزنامه را در سال‌های جنگ جهانی دوم و پس از آن، که آکنده از کشمکش‌های اجتماعی، سیاسی و بازتاب‌های درون اقلیتی آن بود، تا ۱۹۴۸ میلادی به دوش کشید.
در دورهٔ اول سردبیری هوُسِپ هُوانسیان دو تن از مترجمان جوان، آرسِن مامیان و زاون قازاریان، که با روزنامه همکاری می‌کردند.
در این دوره همچنین اونیک ساهاکیان و آلبرت برناردی، که در آن سال‌ها دانشجوی رشتهٔ حقوق دانشگاه تهران بودند و نیز نویسنده تازه‌کار به نام هاکوپ کاراپتیان، که تازه از تبریز به تهران آمده بود، همکاری را با روزنامه شروع کردند.
«در پی اغتشاشات حاکم بر کشور در جنگ جهانی دوم، تهران در آذر ۱۳۲۱ (۸ دسامبر ۱۹۴۲) در آستانه جنگ شهری قرار گرفت و در نتیجه قوام السلطنه، چاپ کلیهٔ جراید کشور را موقتاً ممنوع کرد و تنها به خبرنامه رسمی دولتی اجازهٔ انتشار داد. این وضعیت تا پایان تهیه و تصویب قانون جدید مطبوعات از سوی مجلس به طول انجامید. انتشار آلیک نیز به پیروی از این اوضاع متوقف و بار دیگر از ۵ مارس ۱۹۴۳ (نیمهٔ اسفند ۱۳۲۲) از سر گرفته شد».
هووانِس شاهیجانیان، او تکنسین امور چاپ و سرپرست حروفچین‌های چاپخانه مدرن بود.
از اواخر ۱۹۴۷ میلادی لوون کلانتریان به مدیریت انتشار روزنامه گمارده و با موافقت مدیریت روزنامه سفارش خرید محموله جدیدی از حروف چاپی به زبان ارمنی داده شد.
از اول ۱۹۴۸ میلادی آلیک در چاپخانهٔ فرانسوا ملک کرم، واقع در کوچهٔ گوهرشاد خیابان نادری (خیابان جمهوری، روبه روی هتل نادری) و با استفاده از بخش حروفچینی شخصی روزنامه به چاپ رسید.
از تاریخ ۹ مه ۱۹۵۰ آلیک صاحب ماشین چاپ شخصی و دیگر ملزومات چاپی شد.
در بیست و پنجمین سال تأسیس آلیک، یعنی در ۱۹۵۶ میلادی، با خرید ساختمان استیجاری محل استقرار روزنامه، سرانجام آلیک صاحب ساختمانی تحت مالکیت خود شامل بخش‌های هیئت تحریریه، حسابداری، انتشارات، کتابخانه، چاپخانه، انبار و تالار اجتماعات شد.

## سردبیر و صاحب امتیاز روزنامه آلیک

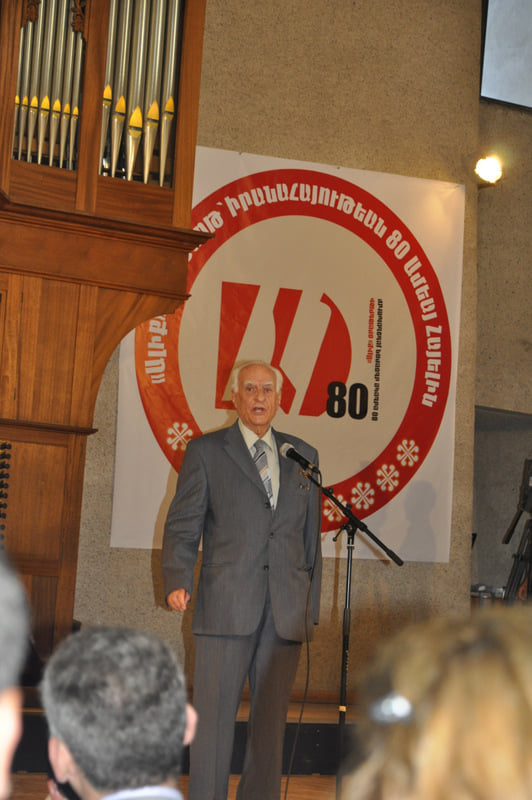
نرایر السایان در مراسم هشتادمین سالگرد چاپ آلیک

- ششمین سردبیر آلیک، داجات بوغوسیان، در ۱۹۴۹ میلادی، مشغول فعالیت شد

(دورهٔ سردبیری وی به مدت شش سال از ۱۹۴۹–۱۹۵۵ میلادی ادامه یافت).
- هفتمین سردبیر آلیک، هوُسِپ هُوانسیان (ه. اِلمار) از ۲۳ ژوئیهٔ ۱۹۵۵ (۱۳۳۴ش) تا ۵ سپتامبر ۱۹۵۸، در این سمت باقی ماند.
- هشتمین سردبیر آلیک، آنوشاوان گریگوریان در ۱۹۵۸ تا میانهٔ ۱۹۶۰ میلادی عهده‌دار این مسئولیت بود.
- نهمین سردبیر آلیک، باغدیک میناسیانس،[۱۴] از میانهٔ ۱۹۶۰ تا اوایل۱۹۷۱ میلادی (۱۳۳۹–۱۳۴۹ش)، قریب یازده سال، عهده‌دار سمت سردبیری روزنامه شد.
- دهمین سردبیر آلیک، اوشین سورنیان در ۱۹۷۱ میلادی.
- یازدهمین سردبیر آلیک، آرسن مامیان در مارس ۱۹۷۱ میلادی.
- دوازدهمین سردبیر آلیک، خاژاک دِر-گریگوریان ۱۹۷۲ میلادی.
- سیزدهمین سردبیر آلیک، داجات بوغوسیان در ۱۹۷۳–۱۹۷۴ میلادی.
- چهاردهمین سردبیر آلیک، آندره دِر-اوهانیان از ۱۹۷۴–۱۹۷۶ میلادی.
- پانزدهمین سردبیر آلیک، نورایر پاهلاوونی در ۱۹۷۶–۱۹۷۸ میلادی.
- شانزدهمین سردبیر آلیک، هرایر خالاتیان ۱۹۷۸–۱۹۸۰ میلادی.
- هفدهمین سردبیر آلیک، ادوارد یریتسیان ۱۹۸۰–۱۹۸۳ میلادی.
- هجدهمین سردبیر آلیک، ادوارد قهرمانیان از مارس ۱۹۸۳ تا پایان سپتامبر ۱۹۸۴، به مدت ۱۹ ماه، مدیریت نشر و سردبیری روزنامه را بر عهده داشت.
- نوزدهمین سردبیر آلیک، نرایر السایان، از اکتبر ۱۹۸۴ تا پایان اوت ۱۹۹۳ وظیفهٔ سردبیری ارشدآن را به عهده گرفت.
- بیستمین سردبیر آلیک، سِدا گریگوریان (داویدیان)، از مارس ۱۹۹۴م مسئولیت سردبیری ارشد روزنامه را بر عهده گرفت و تا پایان فوریهٔ ۲۰۰۴م عهده‌دار این سمت بود.
- بیست و یکمین سردبیر آلیک، دِرِنیک ملکیان از اول مارس ۲۰۰۴/۱۱ اسفند ۱۳۸۲ تا به امروز
- امتیاز انتشار روزنامه، پس از درگذشت وارطان هُوانسیان، از ۱۱ ژوئیهٔ ۱۹۵۱ به آرداشِس بابالیان (دومین صاحب امتیاز آلیک) واگذار شد. وی تا اوت ۱۹۵۹ (هنگام مرگ) عهده‌دار این مسئولیت بود.
- در ۱۹۶۰م نیز رستم استپانیان صاحب امتیاز روزنامه شد و از شمارهٔ ۱۱ ژوئیهٔ ۱۹۶۰ نام وی با همین عنوان در روزنامه درج شد.
- نام مهندس آلبرت عجمیان به منزلهٔ صاحب امتیاز و مدیر مسئول جدید روزنامهٔ آلیک از ۷ مه ۱۹۸۰ در شناسنامهٔ روزنامه درج شد (وی چهارمین صاحب امتیاز آلیک است).

آرمن داویدیان، که در رشتهٔ ادبیات، دستور زبان و نگارش زبان ارمنی تجربهٔ خوبی داشت، در ۱۹۷۶ میلادی به جمع مجلهٔ دو هفتگی آلیک جوانان و دو سال بعد، در ۱۹۷۸ میلادی، به هیئت تحریریهٔ روزنامهٔ آلیک پیوست.
از اواخر ۱۹۸۵ واروش آوانسیان مدیریت امور چاپ و نشر روزنامهٔ آلیک را بر عهده گرفت.

## زیر مجموعه‌های آلیک

- روزنامهٔ عصر آلیک (۱ سپتامبر ۱۹۶۰م)

از اول سپتامبر ۱۹۶۰ (اواسط شهریور ۱۳۳۹) زمان انتشار روزنامه از صبح به عصر تغییر یافت و هفته‌ای شش شماره از آن به استثنای روزهای تعطیل و جمعه‌ها به سردبیری باغدیک میناسیانس منتشر شد.
- ماهنامه آلیک (۱۹۶۱–۱۹۶۳ میلادی)

ماهنامهٔ آلیک از ۱۹۶۱ میلادی در ۳۶ شمارهٔ پیاپی انتشار یافت. این ماهنامه شامل بخش‌های ادبی، جامعه‌شناسی، تفسیر ماهانهٔ سیاسی، هنری، علمی و فکاهی بود.
سردبیر این ماهنامه نورایر پاهلاوونی و اعضای هیئت تحریریه عبارت بودند از: ساموئل ساروخانیان، هرایر خالاتیان، هارپیک تمرزیان و خاژاک دِر-گریگوریان، که از سال دوم انتشار ماهنامه به جمع هیئت تحریریه پیوست.
با تجهیز چاپخانه به ماشین چاپ خودکار پرشتاب از شنبه ۳۰ اکتبر ۱۹۶۵ روزنامه در هشت صفحه، با قطعی کوچکتر از گذشته و با عنوان دو رنگ به چاپ رسید.
- مجلهٔ دو هفتگی آلیک جوانان

شمارهٔ نخست مجلهٔ دو هفتگی آلیک جوانان در ۲۶ نوامبر ۱۹۶۹، در روز جشن سالیانه روز نوجوانان، که از چند سال پیش هر ساله از سوی روزنامه برگزار می‌شد، انتشار یافت و در اختیار حاضران قرار گرفت.
سردبیر آن ژیرایر غریبیان بود.
این نشریه تا پایان ۱۹۷۸ میلادی، مصادف با اعتصاب ۶۲ روزهٔ مطبوعات ایران، منتشر شد. ژیرایر غریبیان از ۱۹۶۹م ـ ۱۹۷۵م سردبیری نشریه را بر عهده داشت.
ژرژ ماردیروسیان، آموزگار با سابقهٔ مدارس و دستیار کارگردان، مصحح مجله بود. او در سالهای بعد به هیئت تحریریهٔ روزنامه پیوست.
پس از ۱۹۷۵ میلادی، سرپرستی آلیک جوانان را نخست سایات بابومیان و سپس میشا هایراپتیان بر عهده گرفتند.
از مارس ۲۰۱۰ میلادی (اسفند ۱۳۸۸) انتشار آلیک جوانان از سر گرفته شد. این نشریه که طی ۱۹۶۹–۱۹۷۸م (۱۳۴۸–۱۳۵۷ش) به صورت دو هفتگی منتشر می‌شد، این بار به صورت ماهنامه و در قطعی جدید و کوچک، با رعایت مسائل مورد توجه نوجوانان و جوانان امروزی و با همکاری کادر تحریریه جداگانه‌ای شروع به کار کرد.
- تقویم گانتـق

هُوهانس دِر-پطروسیان (۱۹۱۲–۲۰۰۷ میلادی)، معلم پرسابقه و قدیمی مدارس، از ۱۹۶۰ میلادی با امکانات شخصی خود، مبادرت به چاپ و انتشار تقویم دیواری گانتق کرد که مانند دیگر تقویم‌های دیواری ارمنی زبان چاپ ایران جنبه سالنامه نیز داشت.
دِر-پطروسیان این تقویم را ۳۷ سال متوالی منتشر ساخت و در ۱۹۹۷ میلادی امتیاز انتشار آن را داوطلبانه به روزنامه و مؤسسهٔ انتشاراتی آلیک واگذار کرد.
- مقالات فارسی

از اواخر تابستان ۲۰۱۱ میلادی (۱۳۹۰ش) چاپ ستون مقالات فارسی به صورت هفتگی در روزنامه شروع شد.

## مهمترین وقایع ثبت شده در روزنامه آلیک
- از ۷ نوامبر ۱۹۷۸–۷ ژانویهٔ ۱۹۷۹ آلیک به اعتصاب ۶۲ روزهٔ مطبوعات ایران در مخالفت علیه اعمال حکومت نظامی و ممنوعیت آزادی بیان به بهانهٔ «درج اخبار و مطالب تحریک‌آمیز» پیوست.
- جنگ هشت سالهٔ ایران و عراق. صفحات روزنامه به‌طور گسترده به انعکاس اخبار جبهه‌های جنگ در غرب و جنوب غرب کشور اختصاص یافت و تجلیل از سربازان ارمنی می‌پرداخت.
- واقعه جنگ قراباغ.
- زمین‌لرزه مهیب منطقه اسپیتاک، در ارمنستان.
- ترور روزنامه‌نگار ترکیه‌ای ارمنی‌تبار هرانت دینک

## ساختمان جدید آلیک
طی ۱۹۶۶–۱۹۶۷ میلادی عملیات اولیهٔ ساخت بنای جدید روزنامه، که از سال‌ها قبل برنامه‌ریزی شده بود، آغاز شد. این ساختمان مدرن، که مجهز به کلیه تأسیسات و امکانات رفاهی بود، در مجاورت چاپخانه و هیئت تحریریه، در دو طبقه و یک طبقه نیمه همکف بنا شد و با ساخت آن هیئت تحریریه، انتشارات، حسابداری، دفاتر، کتابخانه، تالار اجتماعات و چاپخانه به محل ساختمان جدید انتقال یافت.
نقشهٔ ساختمان کار رستم وسکانیان، بود و مهندسی سازهٔ آن به دست مهندس آندرانیک آندریاسیان و تحت نظارت مهندس نشان پیرومیان صورت گرفت. تأسیسات تهویه و گرمایش مرکزی نیز به دست مهندس خاچاتوریان طراحی شد.
ساختمان نو بنیاد مؤسسه آلیک در ۲۲ ژوئیهٔ ۱۹۹۷/۳۱ تیر ۱۳۷۶ طی تشریفاتی خاص به دست عالیجناب آرام اول، رهبر مذهبی ارمنیان حوزهٔ دینی سیلیسیه، افتتاح شد.
از ۳۱ اکتبر همان سال کادر هیئت تحریریه، حروفچینی کامپیوتری و صفحه بندی به ساختمان جدید منتقل شدند ولی بخشهای اداری، حسابداری و چاپخانه به‌طور موقت در ساختمان پیشین، واقع در خیابان جمهوری، باقی ماندند.
طراحی ساختمان به دست مهندسان معمار، آلبرت عجمیان و کاجونی گراسکیان، صورت گرفت و محاسبات فنی آن را مهندس موُسِس عابدیان عهده‌دار بود. عملیات اجرایی و نظارتی ساختمان را نیز باگو ساهاکیان بر عهده داشته‌است.
در ۲۹ اکتبر ۲۰۰۱ (۱۳۸۰ش) جشن هفتادمین سال تأسیس روزنامه در باشگاه ارامنهٔ تهران برگزار شد.

## جوایز و افتخارات
در ۱۵ اکتبر، روزنامه آلیک در زمرهٔ موفقترین رسانه‌های خبری ارمنی زبان به دریافت دیپلم رسمی و جایزهٔ وزارت جماعت ارمنیان پراکنده و کنگره جامعهٔ جهانی ارمنیان به پاس تلاش پرثمر در حفظ هویت فرهنگی ارمنی نائل آمد.